# روبرت أولاف
روبرت وارنج أولاف (بالإنجليزية: Robert O. Waring)‏ (26 نوفمبر 1919 - 16 يونيو 1976). دبلوماسي أمريكي اغتيل في بيروت، في العام 1976.

## سيرته
ولد في مدينة لونغ آيلاند،في نيويورك في 26 نوفمبر 1919 وخدم كضابط في الخدمة الخارجية فيكل من: الرباط، أثينا، لندن، برلين، فيينا وبيروت.
أثناء خدمته في بيروت كمستشار اقتصادي، رافق السفير فرانسيس ميلوي Francis E. Meloy لتقديم أوراق اعتماده إلى الرئيس لبناني إلياس سركيس. تم اختطافه مع فرنسيس إدوارد ميلوي وسائقهما زهير محمد المغربي، على يد الجبهة الشعبية لتحرير فلسطين أثناء عبورهم خطوط التماس التي كانت تفصل بين القوى المتصارعة في الحرب الأهلية اللبنانية . وعثر على جثثهم مصابة بعدة رصاصات في وقت لاحق من ذلك اليوم على شاطئ الرملة البيضاء.